# Международный союз биатлонистов
Междунаро́дный сою́з биатлони́стов (англ. International Biathlon Union, нем. Internationale Biathlon-Union, IBU) — международная организация, объединяющая национальные федерации и другие организации, представляющие биатлон. Штаб-квартира союза находится в Австрии, в городе Зальцбург.

## История
Международный союз биатлонистов был основан 2 июля 1993 года в Лондоне, после того, как было принято решение об исключении биатлонистов из Международного союза по современному пятиборью и биатлону (фр. Union de Pentathlon Moderne et Biathlon, UIPMB), в котором они состояли с 1953 года. В результате биатлонисты создали собственную международную федерацию. В Союз вошли 57 национальных организаций, ранее состоявших в Международном союзе по современному пятиборью и биатлону. Окончательное отделение от UIPMB произошло на III Конгрессе IBU в июне 1998 года. В августе 1998 года Международный олимпийский комитет признал Международный союз биатлонистов как независимую международную федерацию олимпийского вида спорта.
Штаб-квартира Международного союза биатлонистов открыта 12 декабря 1993 года и находится с этого времени в австрийском городе Зальцбурге (официально зарегистрирована как штаб-квартира международной организации в соответствии с требованиями австрийского законодательства в 1999 году).

## Структура
В своей деятельности Международный союз биатлонистов руководствуется Конституцией (англ. IBU Constitution), принятой на учредительном конгрессе в 1993 году. На XI Конгрессе Международного союза биатлонистов в 2014 году Конституция была существенно переработана.
Верховным и законодательным органом Международного союза биатлонистов является Конгресс, который проводится раз в два года (при необходимости возможен созыв внеочередного Конгресса). Конгресс утверждает изменения в Конституции Международного Союза Биатлонистов, Дисциплинарных правилах, Правилах проведения мероприятий и соревнований и других Правилах МСБ; принимает решения о полноправном членстве в организации; определяет места проведения чемпионатов мира и следующего Конгресса. Один раз в 4 года (в год проведения Зимних Олимпийских игр) он также избирает членов Исполнительного Комитета с правом голоса, Технический комитет и аудиторов.
В период между Конгрессами за деятельность Международного союза биатлонистов отвечает Исполнительный комитет (англ. IBU Executive Board), собираемый как минимум два раза в год, а также по мере необходимости принятия тех или иных решений. Он утверждает календарь соревнований, принимает кадровые решения, не относящиеся к исключительной компетенции Конгресса организации. В Исполнительный комитет входят 10 членов: Президент, Первый Вице-президент (заместитель Президента) и 7 вице-президентов, курирующих различные направления работы МСБ, а также Генеральный секретарь, который осуществляет текущее руководство деятельностью организации, но не имеет права голоса на заседаниях Исполнительного комитета.
При IBU работают комиссия спортсменов из 4 человек (Аита Гаспарин, Клэр Иган, Эрик Лессер, Мартин Фуркад) и техническая комиссия из 7 (Франц Бергер, Томаш Бернат, Кристоф Вассалло, Хилар Захна, Матей Кордеж, Кари Корпела, Хенрик Л’Абе-Лунн, Лоренц Ляйтгеб, Ольга Назарова, Властимил Якеш).
Президентом Международного союза биатлонистов с момента основания и до сентября 2018 года являлся Андерс Бессеберг (Норвегия). Однако в апреле 2018 года он принял решение уйти в отставку из-за расследования австрийской полиции и обысков в штаб-квартире организации. По информации издания Inside the games, обыски связаны с расследованием дела о нарушениях антидопинговых правил. Как сообщило норвежское издание VG, Бессеберг с 2011 года якобы скрыл 65 положительных допинг-проб российских спортсменов. Речь идет как по положительных допинг-тестах, так и об аномальных показателях биологических паспортов крови.
Данная информация стала известна благодаря трём источникам: взломанной базе Российского антидопингового агентства (РУСАДА) за период с 2011 по 2015 годы, показаниям бывшего директора Московской антидопинговой лаборатории, ныне проживающего в США под действием программы по защите свидетелей профессора Григория Родченкова, а также показаниям неназванных информаторов.
7 сентября 2018 года на XIII очередном Конгрессе IBU новым Президентом организации был избран швед Олле Далин. Он обыграл своего единственного конкурента — главу Федерации биатлона Латвии Байбу Брока — 39 голосами против 12.
Накануне выборов норвежский канал NRK получил несколько анонимных писем, в которых утверждается, что Далин путём подкупа пытался получить голоса федераций Сербии и Индии: оплатил перелет членам этих федераций в Хорватию, где проходит конгресс IBU, обещал им в будущем финансовую поддержку, а также пригласил на бесплатный семинар в Эстерсунде. Сам Далин опроверг данную информацию, подтвердив только факт приглашений на семинар.
Официальный язык Международного союза биатлонистов — английский. Официальные языки Конгресса — английский, немецкий и русский. Эти языки также могут быть выбраны в качестве рабочего в органах, комитетах и других административных подразделениях МСБ.

## Национальные федерации — члены IBU
В состав IBU входит 69 национальных федераций.
| №  | Страна                         | Федерация                                                             |
| -- | ------------------------------ | --------------------------------------------------------------------- |
| 1  | Андорра                        | Federació Andorrana d’Esquí                                           |
| 2  | Аргентина                      | Federación Argentina de Biathlón                                      |
| 3  | Армения                        | Armenian Biathlon Federation                                          |
| 4  | Австралия                      | Australian Biathlon Association Inc                                   |
| 5  | Бельгия                        | Belgium Biathlon                                                      |
| 6  | Беларусь                       | Белорусская Федерация Биатлона                                        |
| 7  | Босния и Герцеговина           | Skijaški Savez Bosne i Hercegovine                                    |
| 8  | Бразилия                       | Confederação Brasileira de Desportos na Neve                          |
| 9  | Болгария                       | Българска федерация по биатлон                                        |
| 10 | Чили                           | Federación Chilena de Biathlón                                        |
| 11 | Китай                          | Chinese Biathlon Association                                          |
| 12 | Чехия                          | Český svaz biatlonu                                                   |
| 13 | Дания                          | Danmarks Skiforbund                                                   |
| 14 | Германия                       | Deutscher Skiverband                                                  |
| 15 | Эстония                        | Eesti Laskesuusatamise Föderatsioon                                   |
| 16 | Финляндия                      | Suomen Ampumahiihtoliitto                                             |
| 17 | Франция                        | Fédération Française de Ski                                           |
| 18 | Грузия                         | National Biathlon Federation of Georgia                               |
| 19 | Греция                         | Hellenic Ski Federation                                               |
| 20 | Гренландия                     | Greenland Biathlon Federation                                         |
| 21 | Великобритания                 | The British Biathlon Union                                            |
| 22 | Индия                          | Indian Biathlon Association                                           |
| 23 | Иран                           | I.R.Iran Ski Federation                                               |
| 24 | Ирландия                       | Snowsports Association of Ireland                                     |
| 25 | Италия                         | Federazione Italiana Sport Invernali                                  |
| 26 | Япония                         | Japan Biathlon Federation                                             |
| 27 | Казахстан                      | Казахстанская Федерация Биатлона                                      |
| 28 | Кения                          | Biathlon Federation of Kenya via NOC Kenya                            |
| 29 | Кыргызстан                     | Biathlon Federation of the Kyrgyz Republic                            |
| 30 | Хорватия                       | Hrvatski biatlonski savez                                             |
| 31 | Латвия                         | Latvijas Biatlona federācija                                          |
| 32 | Лихтенштейн                    | Liechtensteiner Skiverband                                            |
| 33 | Литва                          | Lietuvos biatlono federacija                                          |
| 34 | Северная Македония             | Скијачка федерација на Македонија                                     |
| 35 | Молдова                        | Biathlon Federation of the Republic of Moldova                        |
| 36 | Монголия                       | Mongolian Biathlon Association                                        |
| 37 | Новая Зеландия                 | Biathlon New Zealand                                                  |
| 38 | Нидерланды                     | Nederlandse Ski Vereniging                                            |
| 39 | Норвегия                       | Norges Skiskytterforbund                                              |
| 40 | Австрия                        | Österreichischer Skiverband                                           |
| 41 | Польша                         | Polski Związek Biathlonu                                              |
| 42 | Португалия                     | Federação Portuguesa do Pentatlo Moderno                              |
| 43 | Румыния                        | Federaţia Română de Schi Biatlon                                      |
| 44 | Россия (временный член)        | Союз биатлонистов России                                              |
| 45 | Швеция                         | Svenska Skidskytteförbundet                                           |
| 46 | Швейцария                      | Swiss-Ski                                                             |
| 47 | Сербия                         | Биатлон Савез Србије                                                  |
| 48 | Словакия                       | Slovenský zväz biatlonu                                               |
| 49 | Словения                       | Smučarska Zveza Slovenije                                             |
| 50 | Испания                        | Real Federación Española Deportes de Invierno                         |
| 51 | Республика Корея               | Korea Biathlon Union                                                  |
| 52 | Китайская Республика (Тайвань) | Chinese Taipei Modern Pentathlon and Biathlon Association             |
| 53 | Турция                         | Turkish Ski Federation                                                |
| 54 | Украина                        | Федерація біатлону України                                            |
| 55 | Венгрия                        | Magyar Sí Szövetség                                                   |
| 56 | США                            | United States Biathlon Association                                    |
| 57 | Узбекистан                     | The Republican Center of Technical Sports of Uzbekistan               |
| 58 | Кипр                           | Cyprus Biathlon Federation                                            |
| 59 | Канада                         | Biathlon Canada                                                       |
| 60 | Нигерия                        | Biathlon Federation of Nigeria                                        |
| 61 | Пуэрто-Рико                    | Biathlon Federation of Puerto Rico Via Comite Olimpico de Puerte Rico |
| 62 | Коста-Рика                     | Costa Rica Ski Association                                            |
| 63 | Алжир                          | Federation Algerienne de Ski et sports de Montagne                    |
| 64 | Доминиканская Республика       | Federation Dominican Republic                                         |
| 65 | Ливан                          | Federation Libanaise de Ski                                           |
| 66 | Монако                         | Fédération Monéqasque de Ski                                          |
| 67 | Марокко                        | Fédération Royale Marocaine de Ski et Montagne                        |
| 68 | Гуам                           | Guam Biathlon, Triathlon and Modern Pentathlon Association            |
| 69 | Виргинские Острова (США)       | Virgin Islands Modern Pentathlon Plantation Manor                     |

## Проводимые соревнования

### Чемпионат мира по биатлону среди юниоров
Проводится ежегодно с 1967 года у мужчин и с 1989 года у женщин. Включает два раздельных зачёта: среди юниоров (в возрасте 20—21 год на начало календарного года) и среди юношей/девушек (19 лет и моложе), хотя старт у обеих возрастных групп в некоторых дисциплинах может быть общим.

### Европейские соревнования
Кубок IBU (бывший Кубок Европы) и чемпионат Европы являются соревнованиями «второго эшелона». В них, как правило, участвуют спортсмены, только начинающие карьеру, либо те, кто не попадает в основную команду (выступающую на Кубке мира) из-за снижения своих результатов — порой даже олимпийские чемпионы (например, Фруде Андресен, Ольга Зайцева в сезоне 2007/2008) и чемпионы мира (например, Павел Ростовцев в сезоне 2004/2005). В странах, где конкуренция за место в сборной очень высока, многие биатлонисты и биатлонистки так и «кочуют» всю свою международную карьеру между Кубком Европы и Кубком мира, не имея возможности закрепиться в основной команде.
Биатлонный календарь составляется таким образом, что принять полноценное участие и во всех соревнованиях Кубка мира (включая чемпионат мира), и в чемпионате Европы (не говоря об этапах Кубка IBU) практически невозможно. Тем самым подтверждается, что это состязания для разных категорий спортсменов.
Все европейские соревнования являются открытыми. Помимо собственно европейцев, в них принимают участие спортсмены из Казахстана, Канады, США и других стран.
Дисциплины, проводимые на чемпионате Европы и этапах Кубка IBU, те же, что и на соревнованиях мирового уровня, за исключением того, что не проводится масс-старт и эстафета

#### Открытый чемпионат Европы по биатлону
Чемпионат Европы (ЧЕ) проводится ежегодно с 1994 года среди женщин, мужчин, юниорок и юниоров. Программа чемпионата с 2000 года включает в себя индивидуальную гонку, спринт, гонку преследования и эстафету. Поэтому, хотя количество видов программы на ЧЕ меньше, чем на чемпионате мира, количество разыгрываемых комплектов медалей больше (в последние годы — 16).
Спортсмены первых сборных ведущих биатлонных держав (России, Германии, Норвегии, Франции) за редким исключением не участвуют в этих соревнованиях. А вот такие страны как Украина, Беларусь, Польша, Болгария и некоторые другие традиционно посылают своих ведущих биатлонистов завоёвывать медали чемпионатов Европы. Среди юниоров различия в списках участвующих в мировом и европейском первенствах менее заметны.
В 2009—2014 годах в ЧЕ могли участвовать только спортсмены, которым на начало календарного года ещё не исполнилось 27 лет; с 2015 года возрастные ограничения для взрослых спортсменов вновь были сняты.

#### Кубок IBU по биатлону
Кубок IBU (до сезона 2008/2009 — Открытый кубок Европы), как и Кубок мира, состоит из ряда этапов, на каждом из которых проводится 2 (реже 3) гонки.
Кубок IBU имеет большое значение в биатлоне как квалификационные соревнования для Кубка мира. Согласно правилам проведения соревнований, чтобы принять участие в Кубке мира, спортсмен должен показать на европейских соревнованиях в спринте или в индивидуальной гонке результат, не более чем на 15 % уступающий усреднённому из трёх лучших в гонке. (Это не единственный способ получить квалификацию. Спортсмены, переходящие в старшую возрастную группу, могут квалифицироваться на Кубок мира исходя из своих результатов на юниорском чемпионате мира.)

### Континентальные соревнования
Помимо чемпионата и Кубка Европы, имеющих важное место в структуре современного биатлона, Международный союз биатлонистов проводит чемпионаты и кубковые соревнования на других континентах: в Азии, Северной и Южной Америке. А также международные соревнования регионального значения (например, Кубок Балкан, Кубок Севера (среди стран Скандинавского региона, Северной Америки и России)).

### Ачери-биатлон
В течение ряда лет Международный союз биатлонистов занимался развитием ачери-биатлона в партнёрстве с Международной федерацией стрельбы из лука (фр. Fédération Internationale de Tir à l'Arc, FITA). C 2006 года ачери-биатлон находится вне компетенции IBU.

### Прочие соревнования
Международный союз биатлонистов принимает участие в Зимних Олимпиадах и Зимних Универсиадах как организация, ответственная за проведение биатлонных соревнований.

## Борьба с допингом
Международный союз биатлонистов активно участвует в борьбе против допинга. Он оказался одной из первых спортивных федераций, начавших контроль крови. Уже в феврале 1994 года медицинский комитет и исполком Международного союза биатлонистов провели первую дискуссию относительно контроля крови. Впервые такая форма контроля была применена во время Кубка мира 1993/94 года в Бадгаштейне (Австрия). В сезоне 1997/98 года начались замеры величины гематокрита. В сезон 2000/01 года был заключён контракт с Всемирным антидопинговым агентством на проведение внесоревновательного контроля.